# Wenquan
Wenquan (léase Wen-Chuán, en chino, 温泉县; pinyin, Wēnquán xiàn; literalmente, ‘aguas termales’) también conocida por sus nombres mongoles de Arixang (en mongol: Аришаң, romanizado: Arixang, lit. 'aguas termales'; en chino, 阿日相; pinyin, Ārìxiāng) y Bogdar  (en mongol: Богтонор, romanizado: Bögdör, lit. 'detrás de la montaña sagrada'; en chino, 博格达尔; pinyin, Bógédá'r, hoy nombre oficial de la Sede de gobierno local) es un condado bajo la administración directa de la Prefectura Bortala en la Región autónoma de Sinkiang, República Popular China. Su área es de 5885 km² y su población total para 2010 superó los 66 mil habitantes.

## Administración
Desde octubre de 2019, el condado Wenquan se divide en 6 pueblos que se administran en 3 poblados y 3 villas.